# رافاييل ماركيز إسكيدا
رافاييل ماركيز إسكيدا (بالإسبانية: Rafael Márquez Esqueda)‏ هو لاعب كرة قدم مكسيكي في مركز الدفاع، ولد في 12 أكتوبر 1947 في Zamora, Michoacán ‏ في المكسيك، وتوفي في 10 أكتوبر 2002 في غوادالاخارا في المكسيك. لعب مع أتلاتيكو إيرابواتو وتيغريس أونال ونادي أورو ونادي زامورا.